# دانييلا ستراسجي
دانييلا ستراسجي (بالإيطالية: Daniela Stracchi)‏ (مواليد 2 سبتمبر 1983): لاعبة خط وسط كرة قدم إيطالية. وتلعب لفريق أي إس دي موزانيسا في دوري الدرجة الأولى الإيطالي للسيدات، منذ عام 2006، ثم لعبت مع فريق أي إس دي توريس كالتشيو في عام 2008.

## وصلات خارجية
- دانييلا ستراسجي على موقع الاتحاد الأوربي (الإنجليزية)
- دانييلا ستراسجي على موقع قاعدة بيانات كرة القدم.إي يو (الإنجليزية)
- دانييلا ستراسجي على موقع Soccerway.com (الإنجليزية)
- دانييلا ستراسجي على موقع عالم كرة القدم.نت (الإنجليزية)

- Profile at soccerway.com
- Profile at fussballtransfers.com
- Profile at uefa.com
- Profile at soccerdonna.de